# Doug Trapp
Pour les articles homonymes, voir Trapp.
Doug Trapp (né le 28 novembre 1965 à Balcarres, dans la province de la Saskatchewan au Canada) est un joueur professionnel canadien de hockey sur glace.

## Carrière de joueur
Après une carrière junior avec les Pats de Regina, il est sélectionné par les Sabres de Buffalo lors du repêchage de la Ligue nationale de hockey en 1984. Il débute chez les professionnels dès la saison qui suit. Il joue alors sa première saison avec le club-école des Sabres, les Americans de Rochester dans la Ligue américaine de hockey. Il joue seulement deux saisons avant de se retirer du hockey.

## Statistiques
| Saison    | Équipe                 | Ligue |    | Saison régulière | Saison régulière | Saison régulière | Saison régulière | Saison régulière |    | Séries éliminatoires | Séries éliminatoires | Séries éliminatoires | Séries éliminatoires | Séries éliminatoires |
| Saison    | Équipe                 | Ligue | PJ | B                | A                | Pts              | Pun              | PJ               | B  | A                    | Pts                  | Pun                  |                      |                      |
| 1981-1982 | Blues de Regina        | LHJS  | 43 | 25               | 28               | 53               | 102              | -                | -  | -                    | -                    | -                    |                      |                      |
| 1982-1983 | Pats de Regina         | LHOu  | 71 | 23               | 28               | 51               | 123              | 5                | 0  | 2                    | 2                    | 18                   |                      |                      |
| 1983-1984 | Pats de Regina         | LHOu  | 59 | 43               | 50               | 93               | 44               | 23               | 12 | 12                   | 24                   | 38                   |                      |                      |
| 1984-1985 | Pats de Regina         | LHOu  | 72 | 48               | 60               | 108              | 81               | 8                | 7  | 7                    | 14                   | 2                    |                      |                      |
| 1985-1986 | Americans de Rochester | LAH   | 75 | 21               | 42               | 63               | 86               | -                | -  | -                    | -                    | -                    |                      |                      |
| 1986-1987 | Americans de Rochester | LAH   | 68 | 27               | 35               | 62               | 80               | 16               | 0  | 9                    | 9                    | 5                    |                      |                      |
| 1986-1987 | Sabres de Buffalo      | LNH   | 2  | 0                | 0                | 0                | 0                | -                | -  | -                    | -                    | -                    |                      |                      |

## Trophées et honneurs personnels
- 1984 : nommé dans la 2e équipe d'étoiles de la Ligue de hockey de l'Ouest.

## Parenté dans le sport
- Fils de Barry Trapp et père de Bear Trapp[3].